# 軍役代納金
軍役代納金（ぐんえきだいのうきん、英語：scutage）は、中世イングランドでみられた制度。軍役免除金などとも訳される。
ノルマン朝の時代より史料に現れる。主従関係にある主君に軍役を求められた際、その軍役に諸事情によって応じられないとき、その代償として貨幣を納めた。プランタジネット朝の始祖であるヘンリー2世の時代（1159年）より、より本格的に軍役代納金が徴収されるようになった。その背景としては、あいつぐ戦争を常に臣下の軍役だけで乗り切るには不安が残されたことがある。そのため、集めた軍役代納金で傭兵を雇い、軍事力の補充を図る必要があった。これにより人的奉仕義務である軍役が金銭の支払いで代替できるようになる。
プランタジネット朝のジョン王は、相次ぐ軍事的失敗から深刻な財政難に陥った。戦争継続を図る王は、事実上の租税と化していた軍役代納金を、イングランド国内の諸侯にたびたび要求した。このことから、1214年に北部の諸侯たちが軍役代納金の支払いを拒否する事態を招いた。このことが王と諸侯の対立を深め、翌年の大憲章（マグナ・カルタ）を導くのである。